# Wilhelm Riedel (Tuchfabrikant)

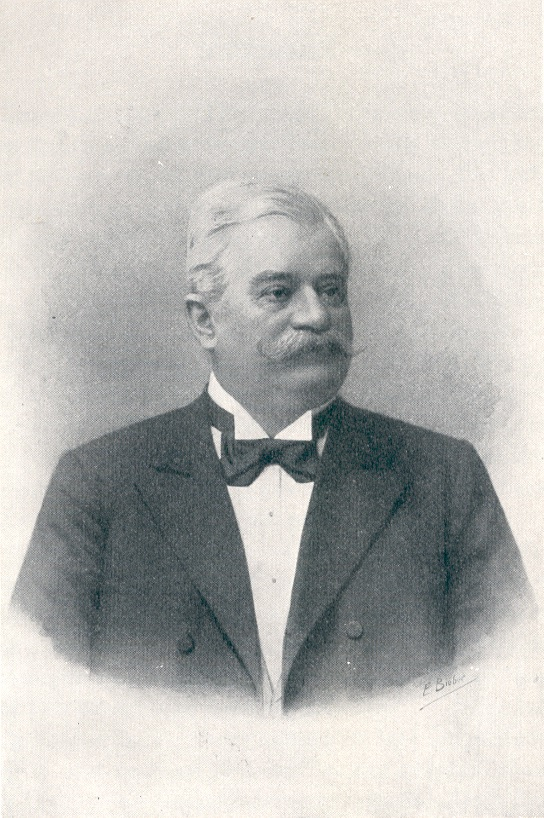
Wilhelm Riedel

Ferdinand Wilhelm Riedel (* 13. Juni 1829 in Cottbus; † 23. Januar 1916 in Berlin) war ein deutscher Tuchfabrikant und Wohltäter. Aus einfachen Verhältnissen stammend, gründete er 1853 seinen ersten Betrieb in Peitz. 1861 zog er nach Berlin um, wo er sein Geschäft deutlich erweitern konnte, sodass er am Ende seines Geschäftslebens mehrere Tuchfabriken besaß. Im Ruhestand engagierte er sich in seiner Geburtsstadt Cottbus für wohltätige Zwecke. So gründete er zunächst eine Stiftung, die Witwen und Waisen kostenlosen Wohnraum zur Verfügung stellte. Später folgten weitere Stiftungen, die jungen Menschen aus armen Verhältnissen einen guten Start in ihr Berufsleben ermöglichen sollten. Zudem sorgte er auch für kostenlosen Wohnraum für arme Alte. Für sein Engagement wurde er 1903 zum Ehrenbürger von Cottbus ernannt. Teile der von seinen Stiftungen errichteten Gebäude existieren noch heute. Sie werden vom Seniorenzentrum Riedelstift genutzt, das vom Arbeiter-Samariter-Bund betrieben wird.

## Leben

### Kindheit und Jugend
Wilhelm Riedel wurde 1829 als ältestes von fünf Kindern des Tuchappreteurs Ferdinand Riedel und seiner Frau Charlotte in Cottbus geboren. Sein Vater starb 1838 nach zweijähriger Krankheit. In der Folgezeit musste seine Mutter die Familie mit Nähen ernähren. Damit ihr dafür genügend Zeit blieb, musste Wilhelm verschiedene Hausarbeiten übernehmen. Zudem verdiente er nebenbei etwas Geld, unter anderem mit Botengängen für seinen Lehrer. Riedels Mutter ging später eine zweite Ehe mit einem Nagelschmied ein und zog mit ihm und der Familie nach Forst. Doch auch ihr neuer Mann starb bereits nach etwa einem Jahr. Die Familie blieb in Forst und bezog dort eine kleine Mietwohnung. Da Wilhelm Riedel ein sehr guter Schüler war, wollten ihn sein Lehrer und sein Pfarrer auf den Lehrerberuf vorbereiten. Wilhelm lehnte jedoch ab, weil er in diesem Beruf nicht viel Geld verdienen konnte. Schon in diesen Jahren hatte er den Traum, später eine Fabrik zu besitzen.
Um seine Familie finanziell zu unterstützen, arbeitete er bereits mit 12 Jahren in der Tuchappretur-Firma Carl Ortmeyer. Dort bestand seine Aufgabe darin, Karden zu putzen. Um dieser Tätigkeit nachgehen zu können, wurde er zunächst halbtags von der Schule befreit. Später erwirkte seine Mutter eine ganztägige Befreiung. 1843 begann er seine Lehre in demselben Betrieb, die er 1846 als Geselle beendete. Mit 19 Jahren begab er sich für über ein Jahr auf Wanderschaft und war unter anderem in Brandenburg an der Havel, Schwerin und Hamburg tätig. In Hamburg wurde er vom Sohn seines dortigen Chefs in die bessere Gesellschaft eingeführt. Dabei gab Riedel, der sonst sehr sparsam war, seinen gesamten Verdienst aus, sodass er für seine Rückkehr nach Forst Teile seines Sparguthabens auf der Forster Sparkasse und die finanzielle Hilfe einer Verwandten in Berlin benötigte. In Forst erhielt er seine alte Stellung bei seinem Lehrherrn zurück. Später wurde er von Wilhelm Klaschke aus Cottbus angestellt, wo er eine Appretur einrichten sollte. Mit 21 Jahren wurde er Werkführer bei Adolf Graß in Forst. In dieser Zeit heiratete er Auguste Stamm, die Tochter eines Glasermeisters aus Forst.

### Der Fabrikant

#### Peitzer Jahre

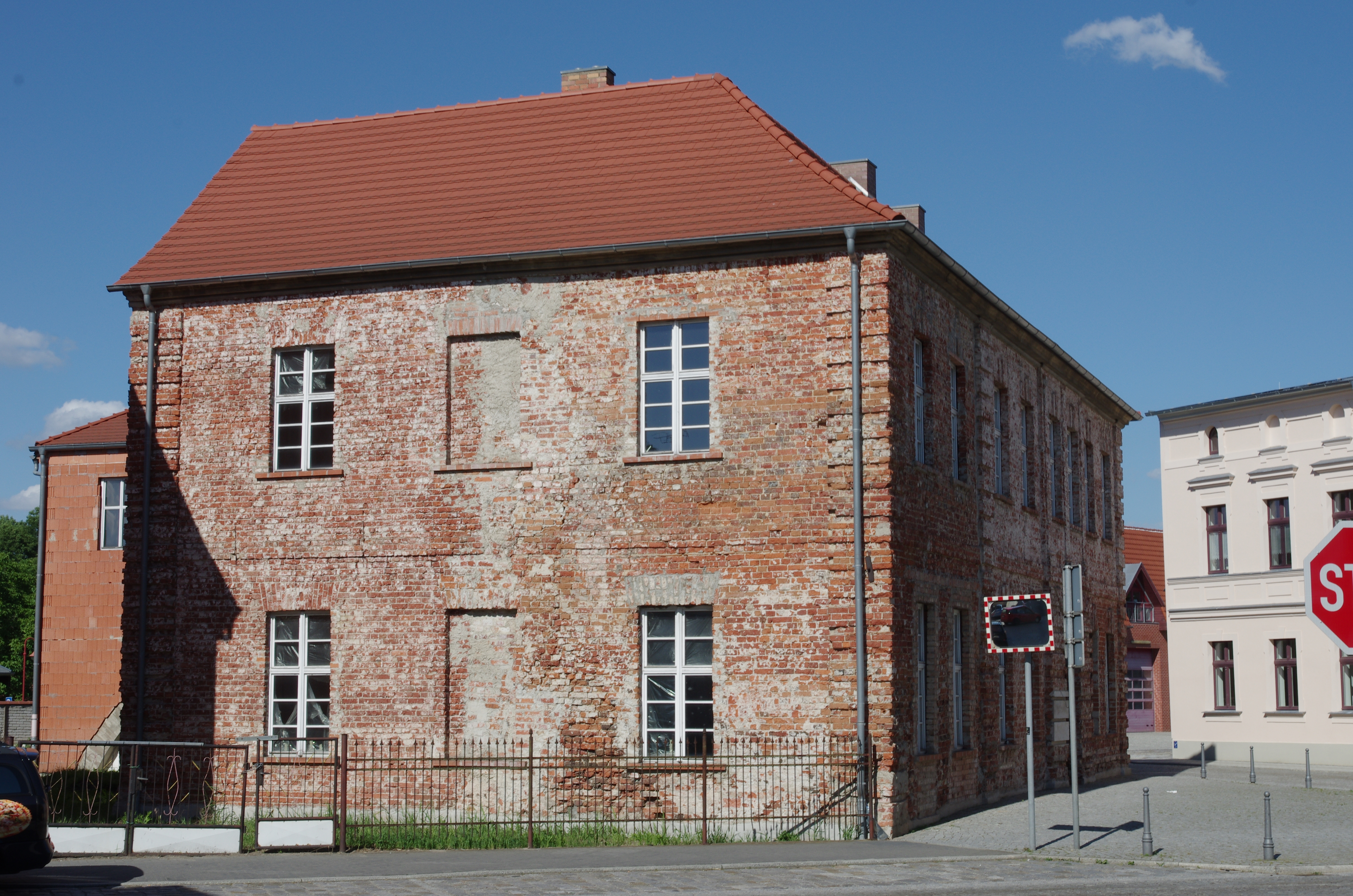
Die ehemalige Festungskommandantur in Peitz war der erste Firmenstandort Riedels. Sie steht heute unter Denkmalschutz.

Am 13. Juni 1853 wurde Wilhelm Riedel zum Meister gesprochen. Zum Start in die Eigenständigkeit hatte ihm sein Chef Graß eine Schermaschine geschenkt. Riedel hatte in Peitz das ehemalige Kommandanturgebäude der Festung angemietet, wo er diese aufstellte. Damit war er dem Rat seines Lehrherrn Ortmeyer gefolgt, der ihn darauf hingewiesen hatte, dass in Peitz ein „tüchtiger Appreteur“ benötigt würde. Noch am Tag seiner Ernennung zum Meister begann Wilhelm Riedel seine Tätigkeit in Peitz. Die Geschäfte liefen sehr gut. Bereits nach wenigen Jahren war Wilhelm Riedel schuldenfrei und konnte sein Geschäft sogar um eine Spinnerei erweitern, weswegen er in die Fabrik von Carl Schultz umzog. Bei einem Brand am 29. Juli 1859 gelang es Riedel, zusammen mit seinen Angestellten lose Maschinenteile zu retten. Riedels Werkstatt war nicht gegen Feuer versichert. Da es zuvor bereits in Cottbus und Forst zu zwei großen Bränden gekommen war, die beide durch Spinnereien ausgelöst worden waren, erhöhte die Magdeburger Feuerversicherungs-Gesellschaft die Beiträge deutlich. Riedel suchte, im Gegensatz zu Schultz, längere Zeit nach einer günstigeren Versicherung. Zwar hatte er eine solche bereits vor dem Brand gefunden, der Vertrag war jedoch noch nicht zustande gekommen. Trotz dieser Umstände erwarb Riedel bereits einen Tag nach dem Brand in einer Gubener Tuchfabrik, die sich in Liquidation befand, Maschinen für eine neue Appretur. Für seine neue Fabrik pachtete er Räume im Peitzer Hüttenwerk. Einige Zeit später konnte er auch die Spinnerei wieder eröffnen, wobei für die neuen Maschinen aus dem Feuer gerettete Teile verwendet wurden. Diese Teile waren jedoch durch die Hitze weich und weniger widerstandsfähig geworden, sodass die Qualität der produzierten Garne deutlich abnahm. Zudem sah sich Riedel dem Neid seiner Mitmenschen auf seinen Erfolg ausgesetzt. Deshalb folgte er dem Rat seines Cousins, der in Berlin erfolgreich als Teilhaber einer Appretur tätig war und ihm vorschlug, ebenfalls sein Glück in Berlin zu versuchen. Riedel verkaufte die Peitzer Spinnerei; die Appretur betrieb er weiter. Die Leitung übertrug er dem dritten Mann seiner Mutter namens Neumann, den sie 1845 geheiratet hatte und der vorher bei Riedels Lehrherrn Ortmeyer tätig gewesen war.

#### Berliner Jahre

Riedels Fabrikgelände in der Köpenicker Straße 50

1861 zog Wilhelm Riedel nach Berlin. Hier war er zunächst in der Georgenkirchstraße tätig. Später mietete er die Gebäude einer ehemaligen Silberschmelze in der Brunnenstraße 123. 1864 starb seine Mutter. Sein Stiefvater fiel nun durch übermäßigen Alkoholkonsum auf und war nicht mehr in der Lage, den Peitzer Betrieb ordentlich zu leiten. So verkaufte Riedel auch die übrig gebliebene Appretur in Peitz. In den kommenden Jahren konnte er sein Geschäft weiter ausbauen. Zunächst erweiterte er seine Fabrik in der Brunnenstraße um eine Walkerei und eine Färberei. 1868 erwarb er das Just’sche Geschäft in der Neuen Königsstraße 30 und schloss einen zehnjährigen Pachtvertrag über die Fabrikräume. Da die dortige Färberei jedoch nur fleckige Ware erzeugte, suchte er nach einem neuen Standort und fand ihn in der Köpenicker Straße 50. Das Grundstück lag direkt an der Spree. Dadurch konnte er das weiche Wasser der Spree nutzen und damit Geld sparen. Konkurrenten, die nicht an der Spree gebaut hatten, mussten Leitungswasser kaufen, da Brunnenwasser zu hart war. Das für den Erwerb des Grundstücks notwendige Kapital erwirtschaftete er unter anderem mithilfe der Deckenproduktion für die Preußische Armee im Deutsch-Französischen Krieg. Die Stoffe dafür brachten auch ungefärbt denselben Preis wie gefärbte Stoffe ein und waren damit ein gutes Geschäft. Die neue Färberei konnte am 13. Juli 1871 eröffnet werden. Sie war vom Maurermeister Gause gebaut worden, der der Nachbar Riedels in der Neuen Königsstraße sowie sein väterlicher Freund war. Nachdem der Eigentümer von Riedels Grundstück in der Neuen Königsstraße dieses an eine Aktiengesellschaft verkauft hatte, drohte Riedel die Zwangsräumung seiner Fabrik. Der zehnjährige Pachtvertrag war nur mündlich vereinbart worden. Aus diesem Grund benötigte Riedel eine neue Fabrik, um die 132 Maschinen unterzubringen. Das Geld dafür konnte er jedoch nicht aufbringen. Daraufhin half ihm sein Freund Gause, der ihm die Fabrik für eine kleine Anzahlung auf dem Grundstück in der Köpenicker Straße baute. Sie konnte im Juli 1873 eröffnet werden.
Die Gründerkrise brachte auch Riedels Geschäft in Bedrängnis. Er wurde zu den waghalsigen Spekulanten gerechnet und man hielt ihn für unsicher. Man bot ihm zwar noch Rohware zum Betrieb seines Geschäfts an, aber zu erhöhten Preisen. Diese Behandlung führte zu seinem Entschluss, sein Geschäft unter Liquidation zu stellen. Auf einer Gläubigerversammlung rieten seine Kunden und Geschäftsfreunde aus der Zeit vor 1871 jedoch davon ab. Stattdessen bewogen sie die Gläubiger dazu, Riedel seine Schulden ein Jahr zu stunden. In der Folge liefen Riedels Geschäfte wieder deutlich besser und nach vier Jahren war er schuldenfrei. 1881 plante er den Bau einer weiteren Fabrik. Da die Stadt Berlin jedoch an seinem Grundstück in der Köpenicker Straße eine Uferstraße plante, für die er einen 17 Meter breiten Uferstreifen hätte abtreten müssen, war auf diesem Grundstück nicht mehr genug Platz für seine neue Fabrik. Daraufhin erwarb er Fabrikgebäude in der Mühlenstraße auf der anderen Spreeseite. Sie sollten auch als Umzugsmöglichkeit für die Fabrik in der Köpenicker Straße dienen, falls die Uferstraße gebaut würde. Dazu kam es jedoch in den folgenden 30 Jahren nicht.
1889 wurde gegen die Färberei Riedels in der Köpenicker Straße ein Ermittlungsverfahren eingeleitet. Sie hatte Abwasser, das ätzende Stoffe enthielt, in die Spree geleitet und soll damit für ein Fischsterben in Fischkästen unterhalb der Waisenbrücke mitverantwortlich gewesen sein. Noch 15 Jahre später leitete die Färberei mit Textilfasern verunreinigtes Wasser in die Spree ab.
Gegen Ende seines Geschäftslebens übernahm sein Sohn Richard immer mehr Aufgaben. Er war das letzte noch lebende Kind von sieben Töchtern und zwei Söhnen der Riedels. Nach seiner einjährigen Dienstzeit bei den Gardedragonern war er nach England gegangen, um dort seine Kenntnisse zur Tuchindustrie zu erweitern. Dort hatte er auch seine spätere Frau kennengelernt. Wilhelm Riedel zog sich nach einem Unfall, bei dem ihm aus etwa 18 Metern eine ein Meter breite Holzscheibe auf den Kopf gefallen war, auf den Rat seiner Ärzte für eine Weile aus dem Geschäftsleben zurück. Dazu nahm er an einer von Carl Stangen organisierten fünfmonatigen Gesellschaftsreise nach Ägypten und in den Orient teil. In seiner Abwesenheit liefen die Geschäfte gut weiter. Aus diesem Grund übergab er 1888 oder 1890 seinem Sohn Richard endgültig die Leitung seines Unternehmens. Er zog sich zusammen mit seiner Frau in sein Anwesen in der Hohenzollernstraße 18 in Berlin zurück. Sein Sohn führte die Färberei in der Köpenicker Straße noch bis in die 1930er Jahre.

### Der Wohltäter
Nachdem er sich zur Ruhe gesetzt hatte, baute Wilhelm Riedel in seiner Geburtsstadt Cottbus nach und nach verschiedene Stiftungen auf, die arme Menschen unterstützen sollten. Diese finanzierte er durch einen Gewinnanteil seines Unternehmens, den er selbst als Altersrente bezeichnete.

#### Riedelstift für vaterlose Waisen
Riedel hatte bereits als Kind seiner Mutter versprochen, später ein Haus zu bauen, in dem arme Mütter mit ihren Kindern kostenlos wohnen dürften. Dieses Versprechen erfüllte er nach dem Ende seines Geschäftslebens. Er erwarb in der Cottbuser Bellevuestraße 44/45 (heutige Bautzener Straße) ein Grundstück und ließ darauf ein Wohnhaus erbauen. Dieses Anwesen schenkte er als Riedelstift für vaterlose Waisen 1896 der Stadt Cottbus. In der Schenkungsurkunde vom 13. Juni 1897 verfügte er, dass in den zwölf Wohnungen des Hauses arme Witwen mit vielen Kindern kostenlos wohnen dürfen. Dabei durfte beim Einzug das älteste Kind noch nicht 12 sein. Zudem musste die Familie wieder ausziehen, wenn das jüngste Kind ein Alter von 10 Jahren erreicht hatte. Neben der Wohnung konnten die Familien auch jeweils ein Zwölftel des unbebauten Landes als Garten bewirtschaften. Riedel verfügte zudem, dass bei der Auswahl der Begünstigten Angehörige von ihm oder seiner Frau bevorzugt werden sollten, sofern sie die gleiche Bedürftigkeit und Würdigkeit aufwiesen. Außer dem Anwesen stiftete er 5000 Mark. Von den Zinsen dieses Betrags sollten die Verwaltungskosten des Stifts beglichen werden. Zum Verwalter des Stifts bestimmte er den Magistrat von Cottbus, der auch über die Aufnahme und den Verbleib der Familien entscheiden sollte. Zu Beginn der Stiftung zogen 12 Witwen mit insgesamt 54 Kindern in das Haus ein.

#### Aussteuerstiftung und Sparverein
1902 errichtete Wilhelm Riedel eine weitere Stiftung. Sie sollte den Waisen, die in seinem Stift lebten, einen guten Start ins Erwachsenenleben ermöglichen. Dazu stiftete er 30.000 Mark in Form von Cottbuser Stadtanleihen. Aus deren Zinsen sollten jährlich 900 Mark unter zwei bis drei Kindern des Stifts verteilt werden. Begünstigt werden sollten dabei Kinder, die sich durch besondere schulische oder gesellschaftliche Leistungen als würdig erwiesen hatten. Das Geld wurde auf der Cottbuser Sparkasse bis zur wirtschaftlichen Selbstständigkeit des Beschenkten aufbewahrt. Die Auszahlung sollte jedoch nur erfolgen, wenn sich der oder die Beschenkte auch in der Zwischenzeit als würdig erwiesen hatte. Dazu empfahl Riedel, sich jährlich ein Führungsattest von nicht mehr in Cottbus ansässigen ehemaligen Bewohnern zuschicken zu lassen.
Riedel verfügte außerdem, dass an seinem Geburtstag am 13. Juni ein Familienfest der Stiftsbewohner stattfinden sollte. Die Kosten dafür sollten ebenfalls von den Zinsen der Anleihen bezahlt werden. Auf dem Fest sollten dann auch die Begünstigten der Aussteuerstiftung verkündet werden. Für dieses Familienfest empfahl er ein zwölfpunktiges Programm, das unter anderem einen Toast auf den Stifter und seine Familie sowie den Dank eines kleinen Kindes für das Fest in Gedichtform enthielt.
Um die Kinder des Stifts zum Sparen anzuhalten, gründete Riedel einen Sparverein, der jedes Jahr eine Versammlung mit Rechnungslegung veranstaltete. Zur Motivation der Mitglieder schenkte Riedel jedem männlichen Mitglied 10 Mark, wenn sein Sparguthaben 90, 190 usw. Mark betrug und jedem weiblichen Mitglied 15 Mark für ein Sparguthaben von 85, 185 usw. Mark.

#### Riedelstift für achtbare Arme
1903 stiftete Riedel der Stadt Cottbus weitere 40.000 Mark. Mit diesem Geld wurde die Stiftung Riedelstift für achtbare Arme gegründet. Diese erbaute für 35.000 Mark zwei Wohnhäuser mit je zwölf Wohnungen auf dem Stiftungsgelände in der Bellevuestraße. Die Wohnungen standen alleinstehenden Armen ab einem Alter von 65 Jahren kostenlos zur Verfügung. Dabei war je ein Haus für Frauen und Männer vorgesehen. Zudem war es bei nicht ausreichendem Bedarf möglich, jüngere Menschen einziehen zu lassen. Riedel verfügte, dass die Begünstigten ein achtbares Leben geführt haben sollten und schloss „unsaubere Elemente“ und Alkoholiker explizit aus. Von den Zinsen der restlichen 5.000 Mark sollte die Erhaltung der Häuser und Gärten des Stiftungsgeländes getragen werden. Neben der Hilfe für die alten Menschen sah Riedel in dieser Stiftung die Möglichkeit einer Mahnung für die Bewohner des Riedelstifts für vaterlose Waisen, sich rechtzeitig um ihre Altersversorgung zu kümmern. Das Frauenheim war von Beginn an voll belegt. Im Männerheim waren jedoch meist ein paar Wohnungen frei. Der Grund dafür soll die Unfähigkeit vieler alter Männer gewesen sein, ihren Haushalt selbst zu führen.

#### Lehrgebäude und Werkstatthaus

Das Gelände des Riedelstifts um 1910. Rechts ist das Werkstättenhaus zu sehen.

Auf dem Gelände des Stifts errichtete Riedel für über 40.000 Mark ein Lehrgebäude, das am 3. Oktober 1904 eröffnet wurde. In diesem Gebäude sollten nach Riedels Willen Vorträge über Volkswirtschaft stattfinden. Die Vortragenden sollten mit 50 Mark vergütet werden. Die Gelder dafür stammten aus den Zinsen von weiteren 25.000 Mark, die Riedel stiftete. Zudem befanden sich in dem Gebäude eine Bibliothek und zwei Wohnungen, die kostenlos Mitgliedern von Riedels Familie zur Verfügung standen. Sie sollten dafür unter anderem die Bibliothek verwalten.
Zudem errichtete er für 70.000 Mark ein viergeschossiges Werkstättenhaus, das er 1907 der Stadt Cottbus als selbstständige Stiftung Werkstatthaus der Riedelstiftungen Selbsthilfe schenkte. Darin sollten Werkstatträume zu günstigen Kondition vermietet werden. Vorgesehen waren diese vor allem für ehemalige männliche Bewohner des Riedelstifts für vaterlose Waisen, die ihre Meisterprüfung oder eine andere Befähigung für einen eigenständigen Geschäftsbetrieb erlangt hatten. Aber auch die Ehemänner von ehemaligen Bewohnerinnen waren nutzungsberechtigt. Sollten sie nicht in ausreichender Zahl vorhanden sein, war es möglich, anderen jungen Meistern aus ärmlichen Verhältnissen die Werkstätten zu vermieten. Die Werkstätten sollten dabei grundsätzlich nur Männern zur Verfügung stehen, deren Lebenswandel sich durch Würde, Gottvertrauen und Fleiß auszeichnete. Im Werkstatthaus sollte neben den Werkstätten auch ein Ausstellungsraum errichtet werden, in dem die Mieter ihre Erzeugnisse präsentieren konnten. Die Mieteinnahmen des Werkstatthauses sollten für dessen Erhaltung sowie den Ausbau der Stiftung verwendet werden. Die Verwaltung von inneren Angelegenheiten des Hauses sollte durch eine Mietervereinigung erfolgen.
Riedel sah in seinen Stiftungen eine „Lebensschule“, eine Kette von Unterstützungsmaßnahmen, deren Erfolg sich im Werkstättenhaus zeigen sollte. Damit kann sein Werk auch als eine frühe Form der Förderung des Unternehmertums gelten.

### Tod

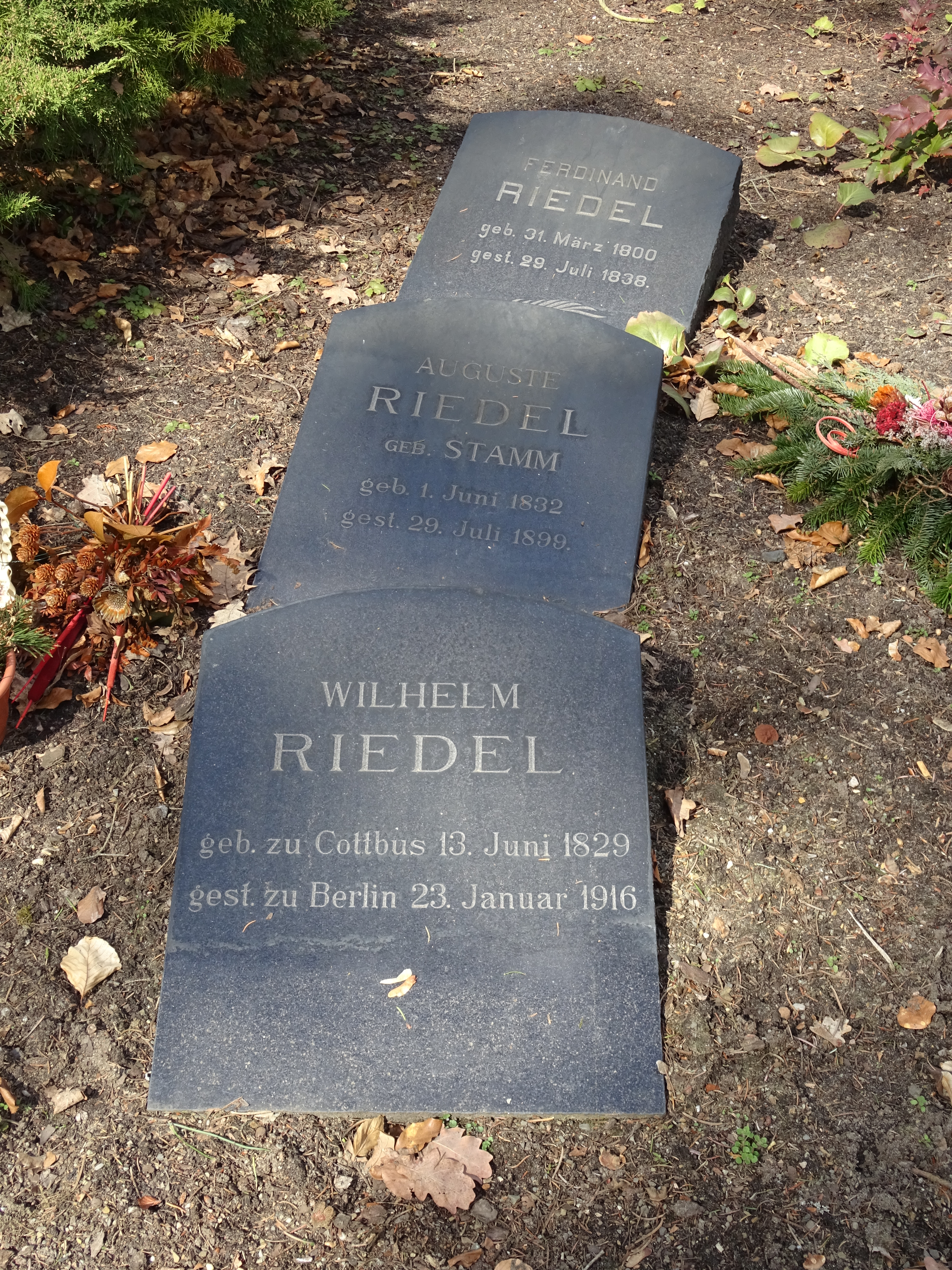
Grabsteine von Wilhelm Riedel, seiner Frau und seinem Vater

Wilhelm Riedel starb am 23. Januar 1916 in Berlin. Er wurde im Ehrengrab der Familie auf dem Cottbuser Südfriedhof bestattet. Dorthin hatte er schon seine Eltern umbetten lassen. Auch das Grab seiner Frau Auguste, die 1899 gestorben war, befindet sich dort.

## Ehrungen
Wilhelm Riedel wurde am 4. Februar 1903 zum Ehrenbürger von Cottbus ernannt. Zudem benannte man 1993 im Stadtteil Sandow eine Straße nach ihm, die bis dahin den Namen Otto Thieles trug, eines Kommunisten aus Guben und Opfer des Kapp-Putsches.

## Weitere Entwicklung des Riedelstifts

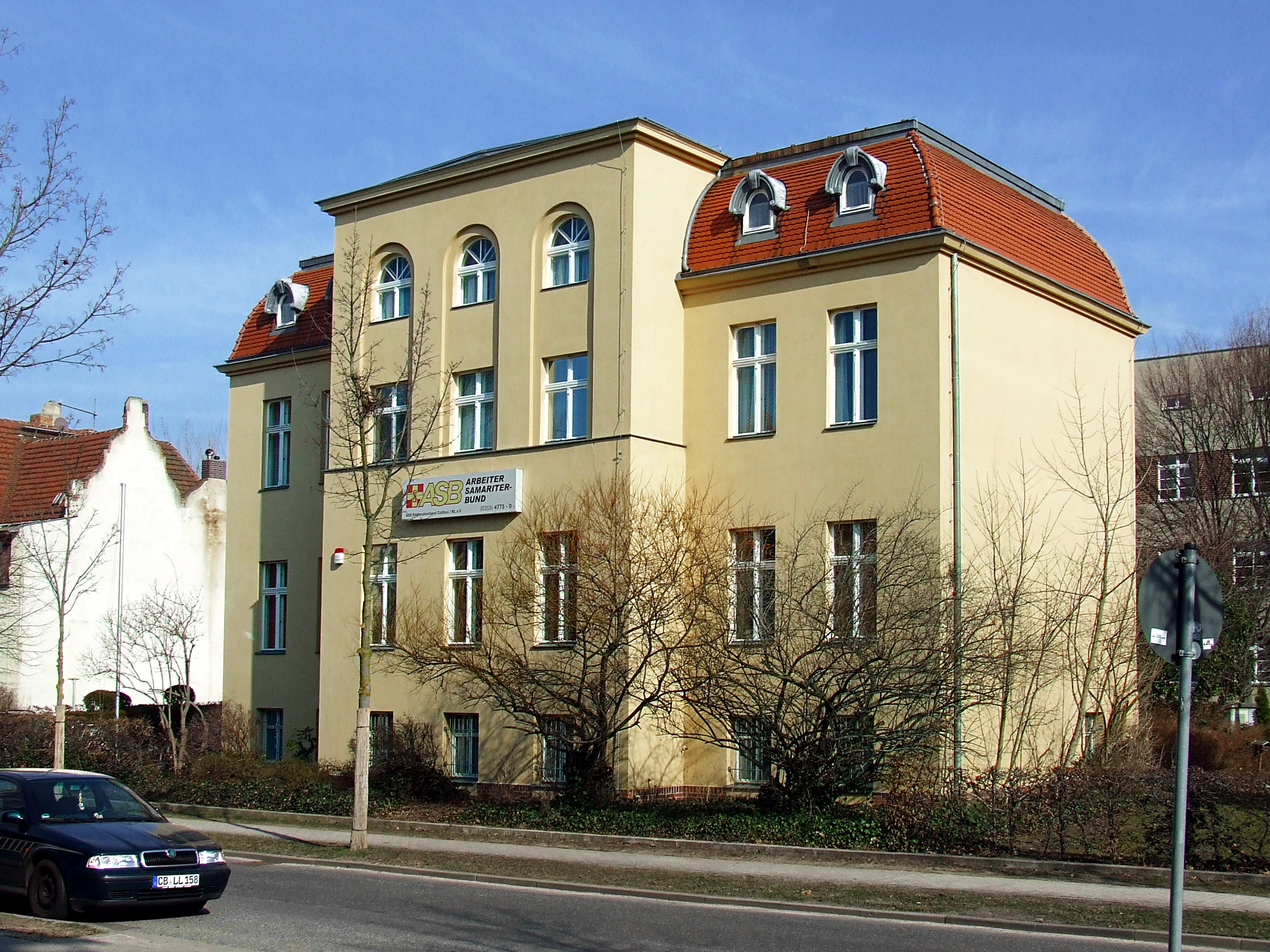
Heutiges Verwaltungsgebäude des Riedelstifts in der Bautzener Straße, das bereits von Wilhelm Riedel erbaut wurde.

1930 diente das Riedelstift nur noch als Unterkunft und Pflegestation für 69 mittellose Senioren. In den 1930er Jahren errichtete man Ersatzneubauten, sodass 1940 die Bewohnerzahl auf 208 gestiegen war. Im Zweiten Weltkrieg wurde eine Pflegeabteilung zerstört. In der DDR wurde das Riedelstift als Feierabendheim weiterbetrieben. Dort wohnten etwa 300 Rentner, die meist noch in der Lage waren, ihr Leben selbstständig zu bewältigen. Nach einer umfangreichen Rekonstruktion im Jahr 1986 bot das Riedelstift Platz für 170 Bewohner.
Der Arbeiter-Samariter-Bund, 1990 in Cottbus neu gegründet, übernahm 1993 das Stift. 2000 wurde die Anlage renoviert und in Seniorenheim Riedelstift umbenannt. 2002 stellte man das Haus Auguste fertig, das für betreutes Wohnen zur Verfügung steht und nach der Ehefrau von Wilhelm Riedel benannt wurde. Zwischen 2005 und 2007 folgten weitere Erweiterungen, unter anderem das Haus Bellevue für betreutes Wohnen, dessen Name an die Errichtung des Stifts in der damaligen Bellevuestraße erinnert. Im Jahr 2017, zum 120. Jubiläum des Riedelstifts, wurde es in Seniorenzentrum Riedelstift umbenannt. 2017 beschäftigte der Arbeiter-Samariter-Bund in Cottbus etwa 90 Mitarbeiter.